# Ганноверская городская электричка
Ганноверская городская электричка (нем. S-Bahn Hannover) — городская железная дорога, один из видов общественного транспорта в Ганноверской агломерации и управляемая компанией Transdev Hannover GmbH, региональной дочерней компанией Transdev Group.

## История
Система была введена в эксплуатацию в преддверии Всемирной выставки Expo 2000, соединяя Ганновер с ближайшими городами, такими как Нинбург, Лерте и Лангенхаген. В 2008 году состоялось открытие участка линии до Хильдесхайма и Целле. С декабря 2021 года Transdev Hannover переняла у предыдущего эксплуатанта — DB Regio Nord — линии S3, S6, и S7; с июня 2022 года и все остальные линии.

## Существующие линии
| Линия | Маршрут | Интервал  |
| ----- | --- | --------- |
| S1    | Минден — Бюккебург — Хасте — Вунсторф - Ганновер — Ронненберг — Барзингхаузен — Хасте                       | 60'       |
| S2    | Нинбург — Нойштадт-ам-Рюбенберге — Вунсторф - Ганновер — Веетцен — Барзингхаузен — Хасте                    | 60'       |
| S21   | Ганновер — Веетцен — Барзингхаузен                                                                          | 60'       |
| S3    | Хильдесхайм — Зенде — Лерте — Ганновер                                                                      | 60'       |
| S4    | (Хильдесхайм — Зарштедт — Ганновер Месса/Латцен -) Ганновер — Лангенхаген — Бенненмюлен                     | (60') 30' |
| S5    | (Падерборн — Альтенбекен — Бад-Пирмонт -) Гамельн - Веетцен — Ганновер — Лангенхаген — Ганновер-Лангенхаген | (60') 30' |
| S51   | Гамельн — Шпринге — Ганновер — Зельце                                                                       | 60'       |
| S6    | Целле — Бургдорф — Ганновер                                                                                 | 60'       |
| S7    | Целле — Бургдорф — Лерте — Ганновер                                                                         | 60'       |
| S8    | Ганновер-Лангенхаген — Лангенхаген - Ганновер — Ганновер Месса/Латцен                                       |           |